# Trepucó
Trepucó (vollständiger Name Poblat Talaiòtic de Trepucó, „Talaiotisches Dorf von Trepucó“) ist eine archäologische Ausgrabungsstätte auf der spanischen Baleareninsel Menorca. Die Siedlung, die der eisenzeitlichen Talayot-Kultur zugeordnet wird, war mit fast 5.000 m² eine der größten auf der Insel. Sie wurde im 3. Jahrhundert v. Chr. gewaltsam zerstört.

## Lage
Trepucó liegt etwa zwei Kilometer südlich des Stadtzentrums der Inselhauptstadt Maó. Von dort kommend ist die Ausgrabungsstätte vom Kreisverkehr am Friedhof aus über den Camí de Trepucó und, rechts abbiegend, den Camí de Verd zu erreichen. Auch von Süden über die ME-8 von Sant Lluís Richtung Maó oder von Osten aus Es Castell anfahrend ist der Weg gut ausgeschildert. Besuchern steht ein Parkplatz zur Verfügung.

## Geschichte
Die Anfänge der Siedlung reichen in die talayotische Zeit zwischen 850 und 550 v. Chr. Der Ort dominierte damals den Naturhafen des heutigen Maó und war der größte im Osten Menorcas. Die Höhle am Eingang der Fundstätte wurde jedoch schon im 2. Jahrtausend v. Chr.als Begräbnisstätte genutzt. Im 3. Jahrhundert v. Chr., möglicherweise im Zusammenhang mit dem Zweiten Punischen Krieg, wurde Trepucó weitgehend zerstört und nach dem Beginn der römischen Besetzung 123 v. Chr. endgültig verlassen.
1782 wurde das Zentrum der Siedlung von französischen Truppen mit einer noch heute existierenden sternförmigen Mauer umgeben und eine Kanone auf dem Talayot platziert. 1930–32 grub die britische Archäologin Margaret Murray Teile der Siedlung aus. Am 3. Juni 1931 wurde die Ausgrabungsstätte von Trepucó als historisches Denkmal (Monument arqueològic) registriert (heutige Denkmalnummer: R-I-55-0000848), was Zerstörungen in der Folgezeit aber nicht verhinderte. In den 1970er Jahren wurde die Anlage rekonstruiert und die Taula mit ihrer umstrittenen „Stütze“ versehen.

## Bauwerke

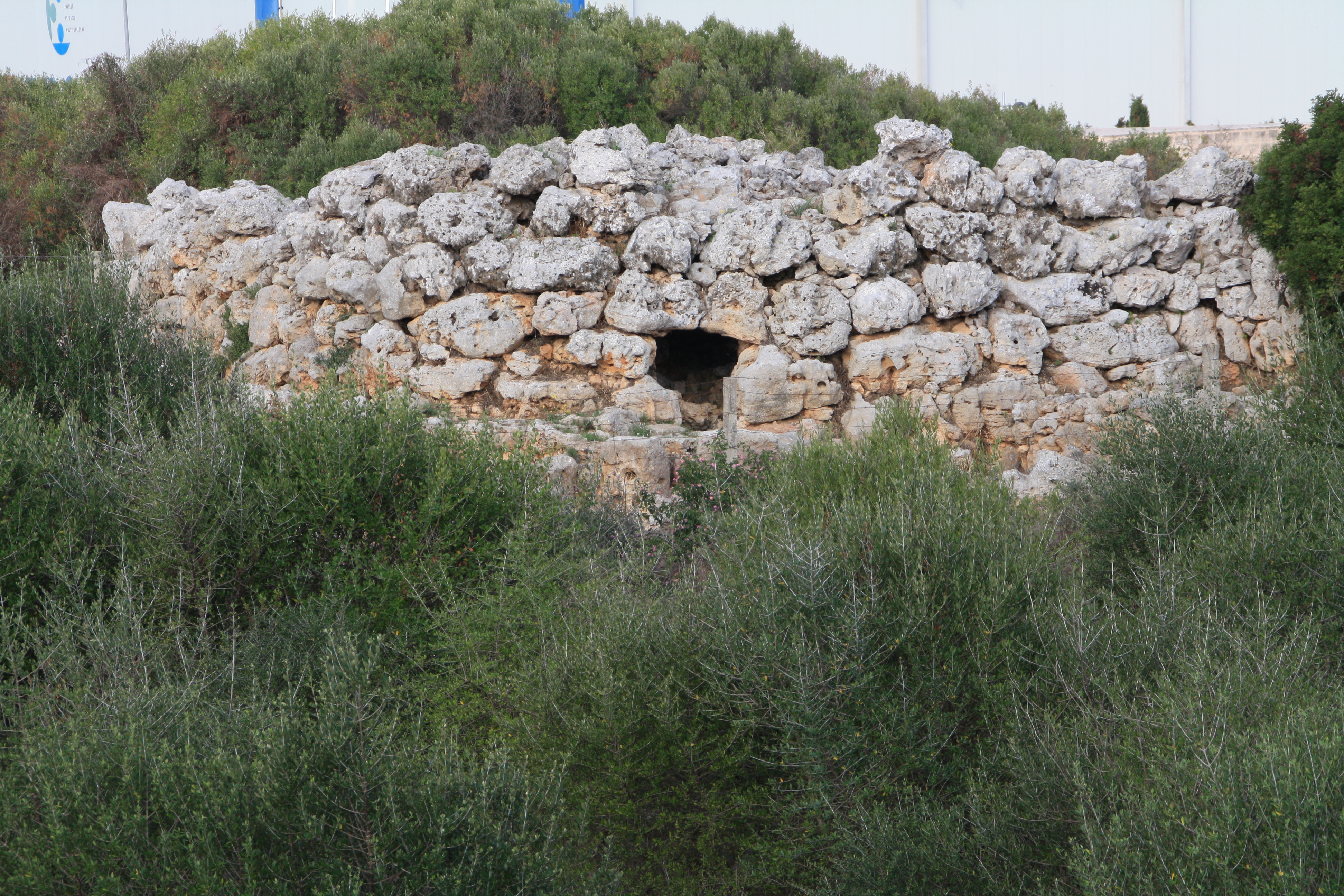
Nordwestlicher Talayot

### Talayots

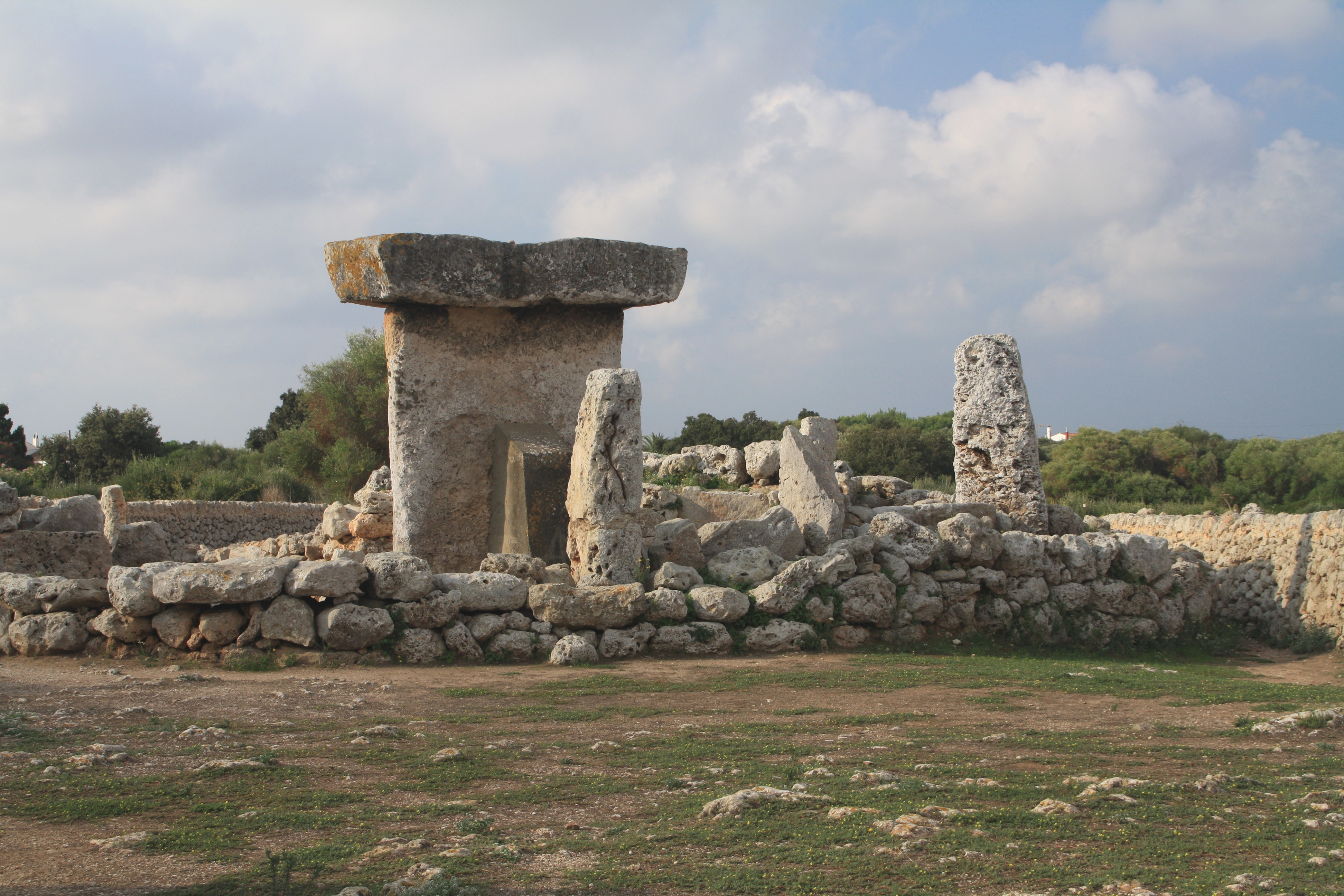
Taula

In Trepucó sind heute zwei dieser turmähnlichen Bauwerke erhalten. Man nimmt aber an, dass es einmal vier, nach Ansicht Murrays sogar sieben gewesen sein könnten. Der zentrale Talayot gehört zu den größten der Insel. An seiner Basis hat er einen Durchmesser von 25 m. In seinem oberen Teil wurde eine Öffnung gefunden, die zeigt, dass der Talayot nicht durchgehend massiv gebaut war, sondern eine obere Kammer aufwies.
Der kleinere Talayot, der einen Durchmesser von 16 bis 18 m hat, befindet sich im Nordwesten der talayotischen Siedlung. Ein Korridor führt in sein Inneres. An seiner Außenseite gibt es Reste der Mauer, die die Siedlung einmal umgeben hat. Auch Wohngebäude lehnten sich direkt an den Talayot an.

### Die Taula

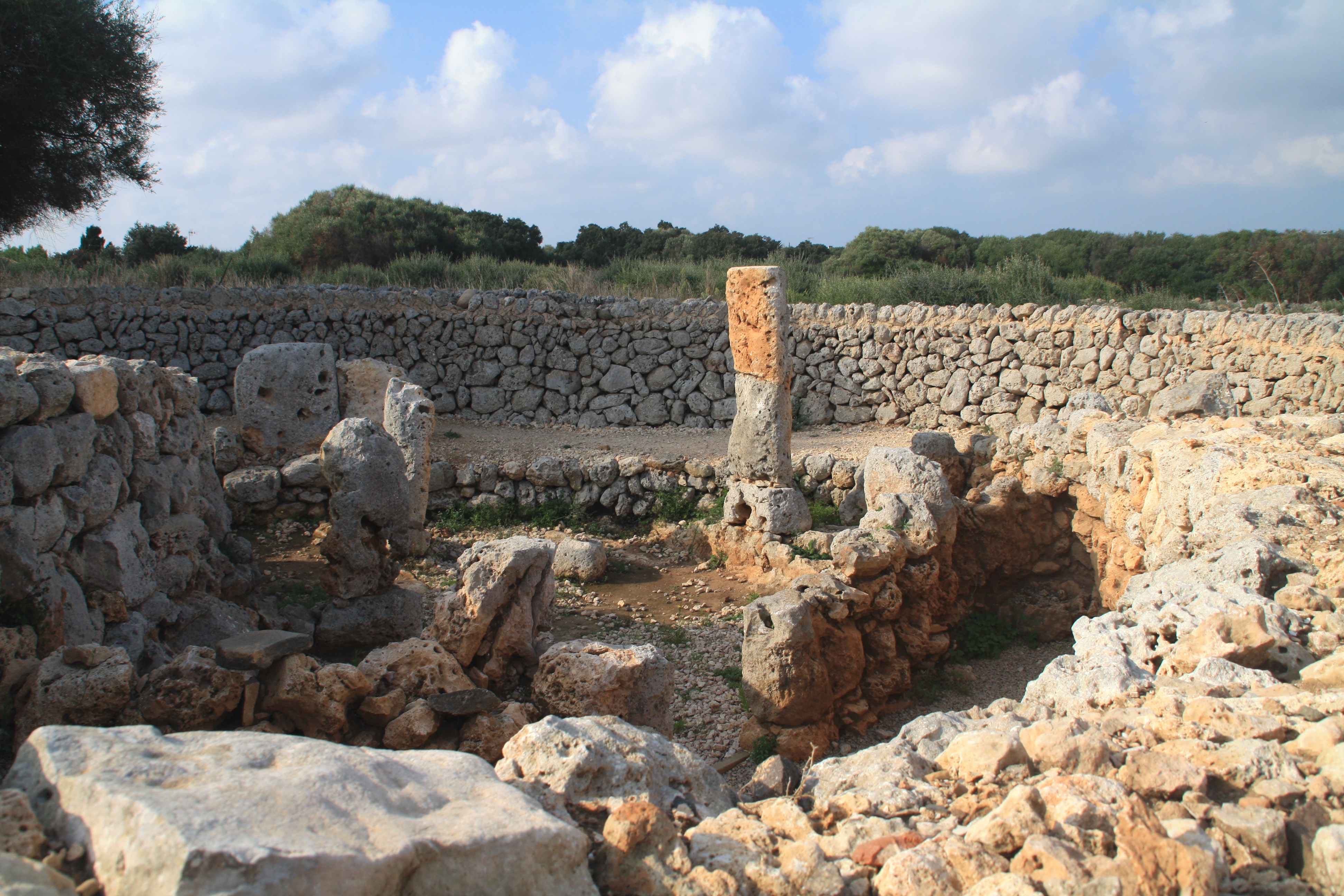
Reste eines Wohngebäudes

Wie in anderen talayotischen Siedlungen Menorcas hat man in Trepucó eine Taula gefunden, ein aus zwei großen Steinen bestehendes Monument in T-Form. Der tragende quaderförmige Monolith der Taula von Trepucó hat eine Höhe von 4,20 m und ist 2,75 m breit und 0,40 m dick. Diagonal verlaufende Linien an seiner Vorderseite wurden als Spuren des Abbauprozesses im Steinbruch gedeutet. Der aufliegende Stein hat die Form eines auf seiner Deckfläche stehenden vierseitigen Pyramidenstumpfs und ist etwa 3,45 bis 3,65 m lang, 1,50 bis 1,60 m breit und 0,60 m dick. Damit besitzt Trepucó die größte erhaltene Taula überhaupt. Sie steht inmitten eines hufeisenförmigen Bereichs mit konkaver Fassade. An der Innenwand der Mauer sind einige monolithische Stützpfeiler erhalten. Die Anlage diente rituellen Zwecken. Manche Forscher sind der Ansicht, dass es sich bei der Taula lediglich um den zentralen Pfeiler der Dachkonstruktion handelt.

### Wohngebäude
Es gibt in Trepucó drei Gruppen von Wohngebäuden, von denen dem Besucher aber nur drei Bauten nahe der Taula zugänglich sind. Diese wurden 1932 von Murray ausgegraben und 2010 restauriert. Die Häuser wurden auf den Resten früherer Bauten errichtet, von denen ein Türsturz und eine Mauerfassade erhalten sind. Sie wurden vom 4. bis 1. Jahrhundert v. Chr. in der posttalayotischen Zeit bewohnt. Zwei der Häuser weisen einen Innenhof auf, von dem aus mehrere Räume erreicht werden. In einem von ihnen sind Reste einer Pflasterung erhalten geblieben. Funde von Calcit und Ton sowie eines Bleibarrens deuten darauf hin, dass es sich um eine Werkstatt gehandelt haben könnte, in der Keramik und Bleigegenstände hergestellt wurden.
Direkt am nordwestlichen Talayot ist ein Haus mit etwa 140 m² Grundfläche ausgegraben worden. Betreten wird es von Osten durch einen Korridor mit zwei kleinen Räumen auf jeder Seite, der in einen Patio mündet. Um diesen mit einem Impluvium versehenen Hof gruppieren sich mehrere Räume, die als Schlafräume und Speicher dienten. Außerdem gibt es einen Raum mit offenem Herd. Ein weiterer Feuerplatz befindet sich im Patio.

### Höhlen
Auf dem Gelände befinden sich einige Höhlen, von denen man eine direkt im Eingangsbereich vorfindet.

## Sehenswerte Funde
Aufgrund der plötzlichen Zerstörung Trepucós im 3. Jahrhundert v. Chr. haben spätere Ausgrabungen zu zahlreichen Funden von Haushaltsgegenständen geführt. Einige davon sind im Museu de Menorca zu sehen, das sich in einem ehemaligen Franziskanerkloster in Maó befindet.

## Welterbeliste der UNESCO
Trepucó gehört zu den 24 archäologischen Stätten, die seit 2023 als „Talayotisches Menorca“ zum Weltkulturerbe zählen.